# Aeroportul Matsaile
Aeroportul Matsaile (IATA: MSG, ICAO: FXMA) este un aeroport din Lesotho.
Situat la o altitudine de 1.890 m, aeroportul dispune de o singură pistă.